# Aníger de Francisco de Maria Melillo
Aníger de Francisco de Maria Melillo (Campinas, 7 giugno 1911 – San Paolo, 17 aprile 1985) è stato un vescovo cattolico brasiliano.

## Biografia
Aníger de Francisco de Maria Melillo nacque il 7 giugno 1911 a Campinas.
Iniziò gli studi entrando nel seminario diocesano di Campinas nel 1924 e in seguito studiò teologia e filosofia presso il seminário central do Ipiranga a San Paolo. Durante gli anni da seminarista svolse anche il servizio militare.
Fu ordinato presbitero il 31 dicembre 1933. Dopo l'ordinazione sacerdotale fu nominato coadiutore della parrocchia di Nossa Senhora do Carmo a Campinas fino al 1937 quando fu nominato coadiutore della parrocchia di Santo Antônio a Piracicaba. Successivamente fu parroco della parrocchia di Nossa Senhora do Carmo e rettore del seminario di Campinas. Fu poi nominato canonico del capitolo diocesano. Fu infine nominato parroco a Iracemápolis nel 1955.
Il 29 maggio 1960 papa Giovanni XXIII lo nominò vescovo di Piracicaba. Ricevette l'ordinazione episcopale il 13 aprile seguente nella cattedrale di San Carlo Borromeo per imposizione delle mani del vescovo Ruy Serra.
Fu padre conciliare durante il Concilio Vaticano II, partecipando a tutte le quattro sessioni.
Durante il suo ministero, riorganizzò la struttura diocesana per garantire una migliore gestione pastorale, aumentando il numero delle parrocchie e stimolando le iniziative dei movimenti laicali come il Movimento dei focolari e i Cursillos de Cristiandad. Si batté anche contro l'introduzione del divorzio nella legislazione brasiliana, poi approvato nel 1977. Nel 1966, durante i primi anni della dittatura, marciò in difesa dei principi democratici a Piracicaba e Rio Claro. Aprì le porte della cattedrale per ospitare l'incontro degli studenti della facoltà di agraria e li accompagnò in una marcia in difesa della democrazia, evitando lo scontro con la polizia.
Resse la diocesi per 23 anni e mezzo, rassegnando le dimissioni per motivi di salute l'11 gennaio 1984. Morì a San Paolo il 17 aprile 1985 all'età di 73 anni.

## Genealogia episcopale
La genealogia episcopale è:
- Cardinale Scipione Rebiba
- Cardinale Giulio Antonio Santori
- Cardinale Girolamo Bernerio, O.P.
- Arcivescovo Galeazzo Sanvitale
- Cardinale Ludovico Ludovisi
- Cardinale Luigi Caetani
- Cardinale Ulderico Carpegna
- Cardinale Paluzzo Paluzzi Altieri degli Albertoni
- Papa Benedetto XIII
- Papa Benedetto XIV
- Papa Clemente XIII
- Cardinale Bernardino Giraud
- Cardinale Alessandro Mattei
- Cardinale Pietro Francesco Galleffi
- Cardinale Giacomo Filippo Fransoni
- Cardinale Carlo Sacconi
- Cardinale Edward Henry Howard
- Cardinale Mariano Rampolla del Tindaro
- Cardinale Rafael Merry del Val
- Arcivescovo Duarte Leopoldo e Silva
- Arcivescovo Paulo de Tarso Campos
- Vescovo Ruy Serra
- Vescovo Aníger de Francisco de Maria Melillo